# Tweede Kamerverkiezingen 1972/Kandidatenlijst/PPR
De kandidatenlijst voor de Tweede Kamerverkiezingen 1972 van de Politieke Partij Radikalen (PPR) was als volgt:

## Landelijke kandidaten
- vet: verkozen
- schuin: voorkeurdrempel overschreden

1. Bas de Gaaij Fortman - 321.321 stemmen
2. Erik Jurgens - 3.860
3. Michel van Hulten - 1.992
4. Dolf Coppes - 4.704
5. Henk Waltmans - 1.696
6. Pier van Gorkum - 458
7. Leo Jansen - 677
8. Dilia van der Heem-Wagemakers[1] - 6.099
9. F.A. Goudswaard - 952
10. J.M. Theunis - 425

## Regionale kandidaten
De plaatsen 11 tot en met 30 op de lijst waren per stel kieskringen verschillend ingevuld.

### 's-Hertogenbosch, Tilburg, Maastricht
1. J.M. Kwakkenbos - 226
2. Tine Jager-van Lonkhuyzen - 529[2]
3. P.J. Willems - 332
4. Harrie Korsten - 373
5. Louis de Vos - 152[2]
6. P.H. Boon - 314
7. A.M.M. Bressers - 104
8. P. Meijs - 430
9. M.T. de Jager - 117
10. J.M. van der Horst - 223
11. L.A. ter Horst-Lyklema - 165
12. J.F. van de Voorde - 18[2]
13. P.J.H. Hovens - 102
14. J.A. Mennen - 135
15. Th. Piters-Droog - 268
16. F.M. Hogervorst - 115
17. W.J.G. te Meij - 136
18. Gerard Peters - 219
19. S. Wojtkowiak - 131
20. Jacques Tonnaer - 1.259

### Arnhem, Nijmegen, Leeuwarden, Zwolle, Groningen, Assen
1. J. Verheule - 103
2. Marinus Agterberg - 131
3. H.J.J.M. van der Vegt - 415
4. J.E. van Kooten - 163
5. B. Kingma - 75
6. R.E. de Vringer - 29
7. Cees van der Zouwen - 92
8. P.P.G.M. Dessens - 58
9. H.W. Tromp - 90
10. J.M. Coppens - 182
11. J.J. van den Berg - 28
12. J.P.M. Nijman - 226
13. F. Boersma - 54[2]
14. J.B. Wesseling - 86
15. B.M.F. van Iersel - 88
16. G.W.A. Foederer - 49
17. Toon Kuiper - 156
18. J.G.E. Schaafs - 53
19. G.F. van Pijkeren - 9
20. Michel van Winkel[1] - 84[2]

### Rotterdam, 's-Gravenhage, Leiden, Dordrecht, Middelburg
1. Constant van Waterschoot - 98
2. Kees van Kuijen[1] - 49
3. J.F. van de Voorde - 588[2]
4. M.M. Rutten-Römgens - 207
5. A.J. de Munck - 186
6. Stéphanie Brokerhof - 381[2]
7. A.J.J. Everaard - 54
8. Johan de Koster - 67
9. P.H.A. Rijsmus - 32
10. Tine Jager-van Lonkhuyzen - 34[2]
11. Ria Beckers-de Bruyn - 75
12. J. de Heer-Verhage - 67
13. D.J. Rensman - 55
14. E.J. van Dongen - 147
15. A.J. Laffeber - 36
16. J.A.W. de Lange - 70
17. C.L. Schoof - 27
18. H.J.H. Esser - 4[2]
19. C.A. van Eerden - 29
20. Louis de Vos - 127[2]

### Amsterdam, Den Helder, Haarlem, Utrecht
1. Michel van Winkel[1] - 129[2]
2. H.J.H. Esser - 148[2]
3. Stéphanie Brokerhof - 927[2]
4. J.C. Zuurbier - 165
5. Frans Vocking - 134
6. Romke Hekstra - 79
7. T.A.J.M. Jonkergouw - 69
8. L. van Pelt - 49
9. J.H. Jansen - 113
10. Hans van Welsenis - 21
11. Agnes Keek-van Dijk - 315
12. A.C. van der Doef-Bles - 91
13. F. Boersma - 54[2]
14. J.B.H. Veenker - 17
15. E.W. Beek - 38
16. P.C. Dijkman-Dulkes - 127
17. B. van Kaam - 43
18. Th.F.W.M. Janssens-Quant - 57
19. J.P. Kroon - 61
20. A.J.G. Reinders - 161

PvdA · KVP · VVD · ARP · D'66 · CHU · DS'70 · CPN · SGP · PPR · GPV · PSP · DMP · NMP · Boerenpartij · RKPN · Partij van het Recht · Anti-Woningnood Aktie · Lijst 17 (kieskringen X en XI) · Nieuwe Roomse Partij
1971 · 1972 · 1977 · 1981 · 1982 · 1986 · 1989